# Bodianus scrofa
Bodianus scrofa är en fiskart som först beskrevs av Valenciennes, 1839.  Bodianus scrofa ingår i släktet Bodianus och familjen läppfiskar. IUCN kategoriserar arten globalt som sårbar. Inga underarter finns listade.

## Bildgalleri

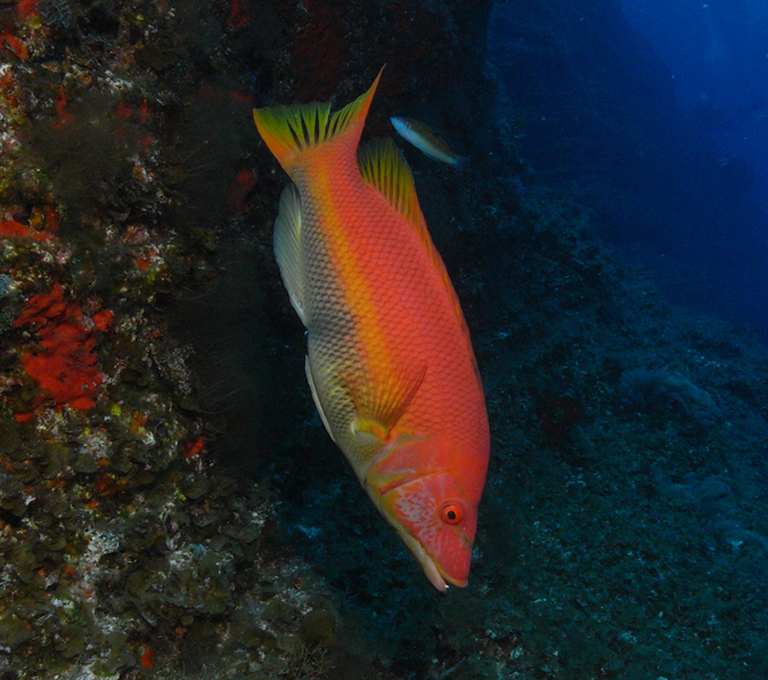
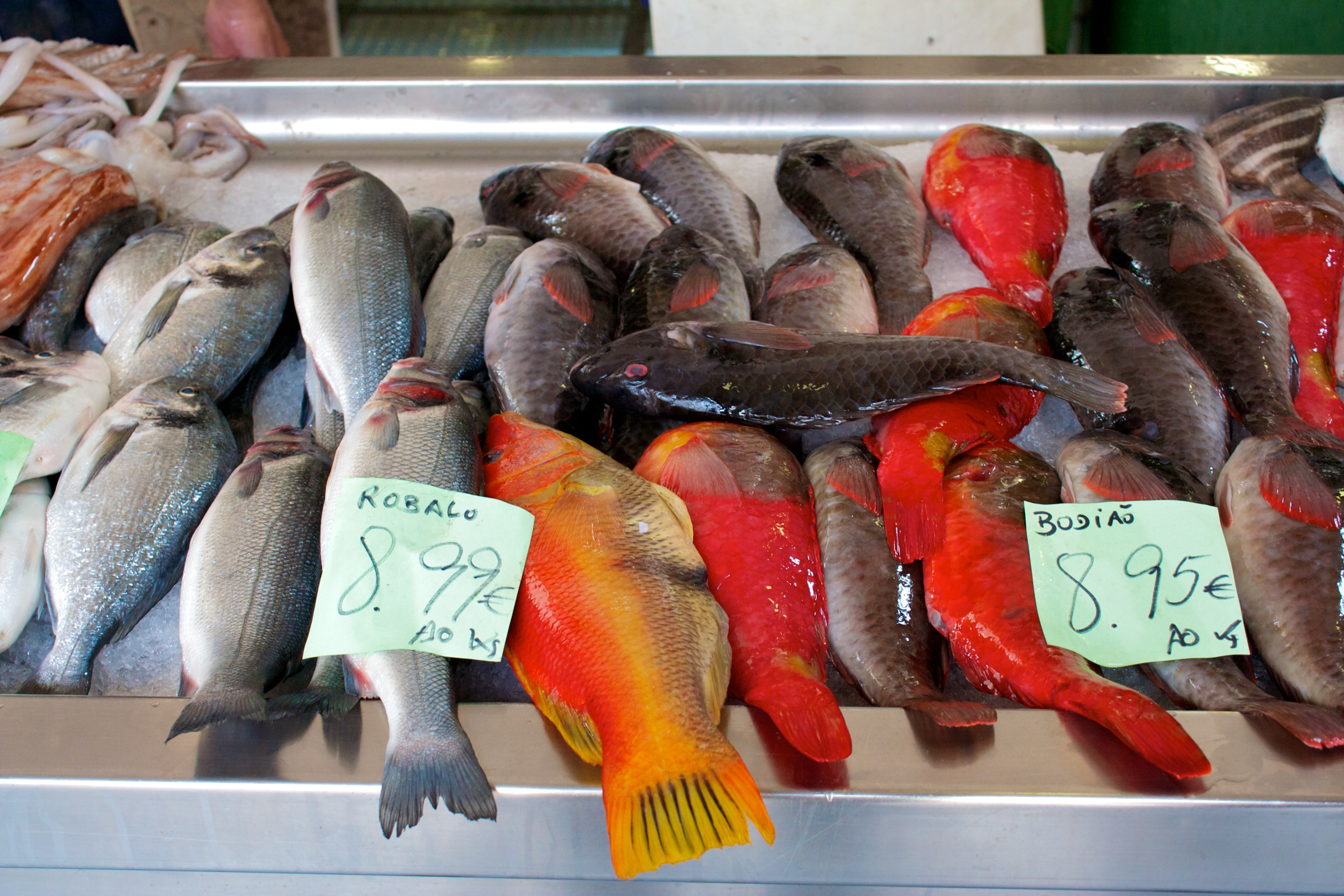